# Берегаєвське сільське поселення
Берега́євське сільське поселення (рос. Берегаевское сельское поселение) — сільське поселення у складі Тегульдетського району Томської області Росії.
Адміністративний центр — селище Берегаєво.
Населення сільського поселення становить 876 осіб (2019; 1096 у 2010, 1486 у 2002).
Станом на 2002 рік існували Берегаєвська сільська рада (селища Берегаєво, Красний Яр) та Красногорська сільська рада (присілок Красна Горка).

## Склад
До складу сільського поселення входять:
| Населений пункт        | Населення, осіб (2002) | Населення, осіб (2010) |
| ---------------------- | ---------------------- | ---------------------- |
| Берегаєво, селище      | 1135                   | 845                    |
| Красна Горка, присілок | 320                    | 238                    |
| Красний Яр, селище     | 31                     | 13                     |